# Gilgiochloa
Gilgiochloa là một chi thực vật có hoa trong họ Hòa thảo (Poaceae).

## Loài
Chi Gilgiochloa gồm các loài: